# Jonathan Safran Foer

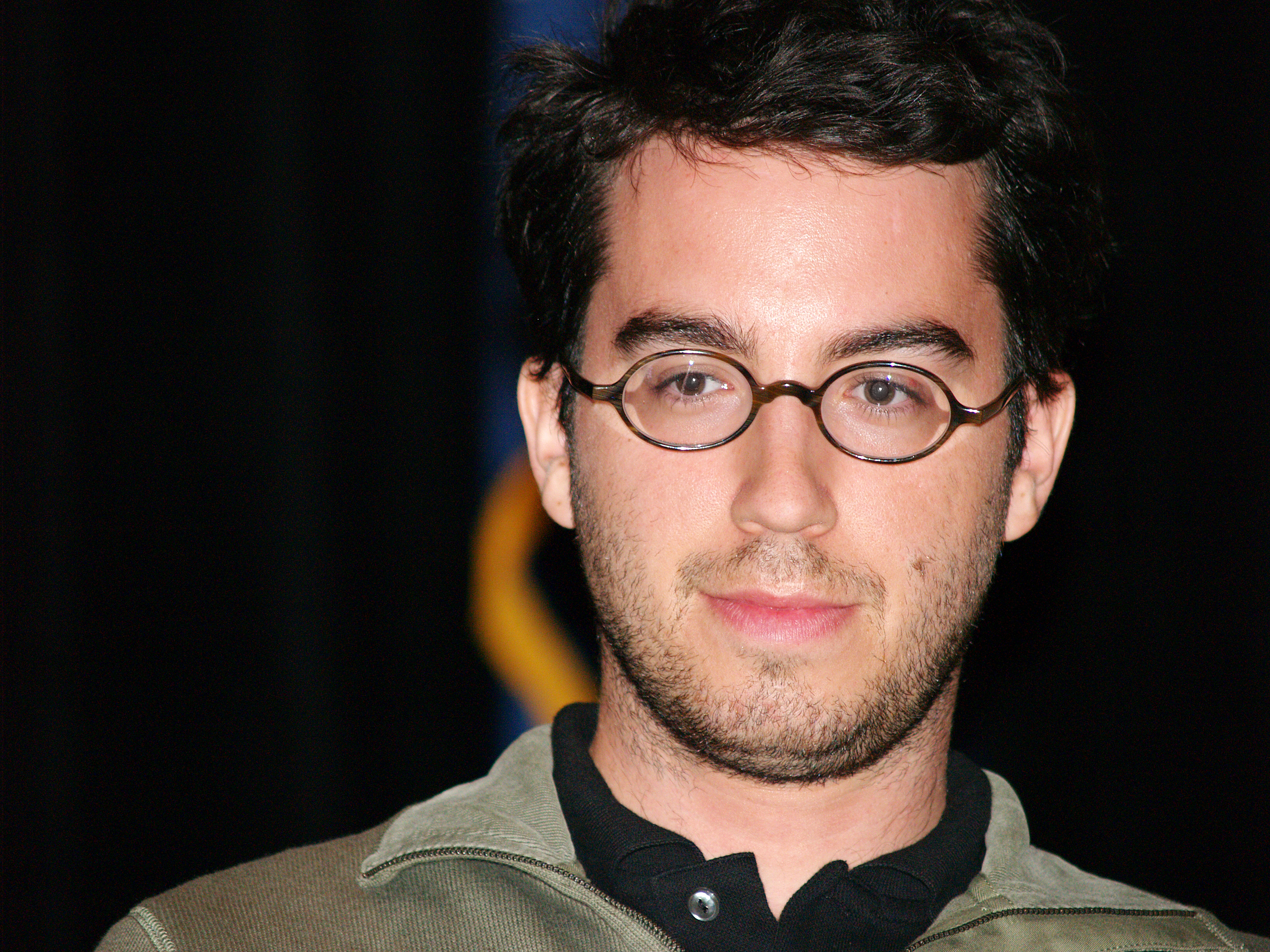
Jonathan Safran Foer

Jonathan Safran Foer (Washington D.C., 21 februari 1977) is een Joods-Amerikaanse schrijver. Hij woont in Brooklyn, New York en was tot 2013 getrouwd met de schrijfster Nicole Krauss.
Hij redigeerde A Convergence of Birds, en zijn verhalen zijn gepubliceerd in de Paris Review en de The New Yorker.
Zijn eerste roman, Everything is Illuminated (Alles is verlicht), werd uitgegeven in 2002. Het verscheen al snel in de internationale bestsellerslijsten en won verschillende literaire prijzen, waaronder de National Jewish Book Award en de Guardian First Book Award. Een eerdere versie van het boek (The Very Rigid Search, The New Yorker, 18 juni 2001) werd verfilmd door Liev Schreiber in 2005.
Everything is Illuminated beschrijft een hopeloze zoektocht naar de wortels van de grootvader van de verteller. Met een vage foto op zak reist hij naar Oekraïne om op zoek te gaan naar de mensen die zijn grootvader tijdens de oorlog zouden hebben gered. Met behulp van een gids/vertaler en diens grootvader (en de hond Sammy Davis Junior, Junior) wordt de onbezonnen zoektocht ondernomen. Het verhaal is zowel komisch als tragisch.
Foers tweede roman, Extremely Loud and Incredibly Close (Extreem luid & ongelooflijk dichtbij) werd uitgegeven in 2005. Het verhaal draait om de 9-jarige Oskar, die zijn vader verloor tijdens de aanslag op de Twin Towers op 11 september 2001. Zijn grootouders wisten te ontkomen aan het bombardement op Dresden tijdens de Tweede Wereldoorlog. Na de dood van zijn vader vindt hij in een vaas een sleutel in een envelop met het opschrift 'Black'. Ervan uitgaande dat zijn vader hem een boodschap wilde nalaten, gaat hij in New York op zoek naar het slot waar deze sleutel op past.
Foers derde werk, het non-fictieboek Eating Animals (Dieren eten) werd gepubliceerd in 2009. Bij de naderende geboorte van zijn eerste kind begon hij zich af te vragen waar het voedsel vandaan komt dat hij zelf at en dat ook zijn zoon zou gaan eten. Het boek is geen pleidooi voor veganisme of vegetarisme, maar een confrontatie van voor- en tegenstanders van vlees- en zuivelconsumptie en hun argumenten, gelardeerd met persoonlijke anekdotes. Na zijn onderzoek besloot hij zelf vegetariër te worden.
Het vierde boek van Foer, wederom een roman, is in september 2016 verschenen met de titel Here I Am (Hier ben ik).
De boeken van Foer worden in Nederland door Ambo/Anthos uitgevers uitgegeven.